# Автономний університет Барселони
Автономний університет Барселони (кат. Universitat Autònoma de Barcelona) — державний заклад вищої освіти в Барселоні, один з найпрестижніших університетів Каталонії. Член Асоціації університетів Європи (EUA), Венеційського міжнародного університету (VIU), Конференція ректорів іспанських університетів, Мережі Інститутів ім.Хуана Луїса Вівес. 
У 2012 році визнаний за версією «QS World University Rankings» найкращим університетом Іспанії, 76-е в Європі, 176-е у світі, 144-е у біомедицині, 92-е в гуманітарних дисциплінах, 106-е в природних науках, 95-е в соціальних науках та 203-є в інженерії та комп'ютерних наука. У томуж рейтингу за 2014 рік університет зайняв 173-е місце в світі та 2-е місце в Іспанії. У рейтингу 50-ти найкращих заклад вищої освіти світу, які молодші 50 років, у 2015 році, увійшов в 10-ку найкращих. За результатами рейтингу «Times», в 2015 році університет став 226-м у списку найкращих у світі.
Оскільки університет є державним, вартість навчання встановлюються Урядом Каталонії. 

## Історія
Університет був відкритий 6 червня 1968 року. Відразу після відкриття, університет  пропонував навчальні програми на чотирьох факультетах: Мистецтв, Медицини, Економіки та Природних Наук. 
У 1969 році було придбано придбано землі, на яких були збудовані кампуси університету. Після закінченням Франкістської диктатури в Іспанії, у 1976 році університет розробив план, відомий як «Bellaterra Manifesto», який включав в себе ідеї розбудови демократичного, незалежного навчального закладу. У 1978 році, після затвердження Статуту Каталонії, Рада університету вирішила перейти під юрисдикцію Уряду Каталонії. 
З 1993 року на території університету був відкритий комплекс студентських гуртожитків, що робить його схожим на Американську систему кампусів. Після вступу Іспанії до Європейського простору вищої освіти, університет переорієнтував усі свої навчальні програми та перейшов на єдину систему освіти.

## Структура

### Факультети

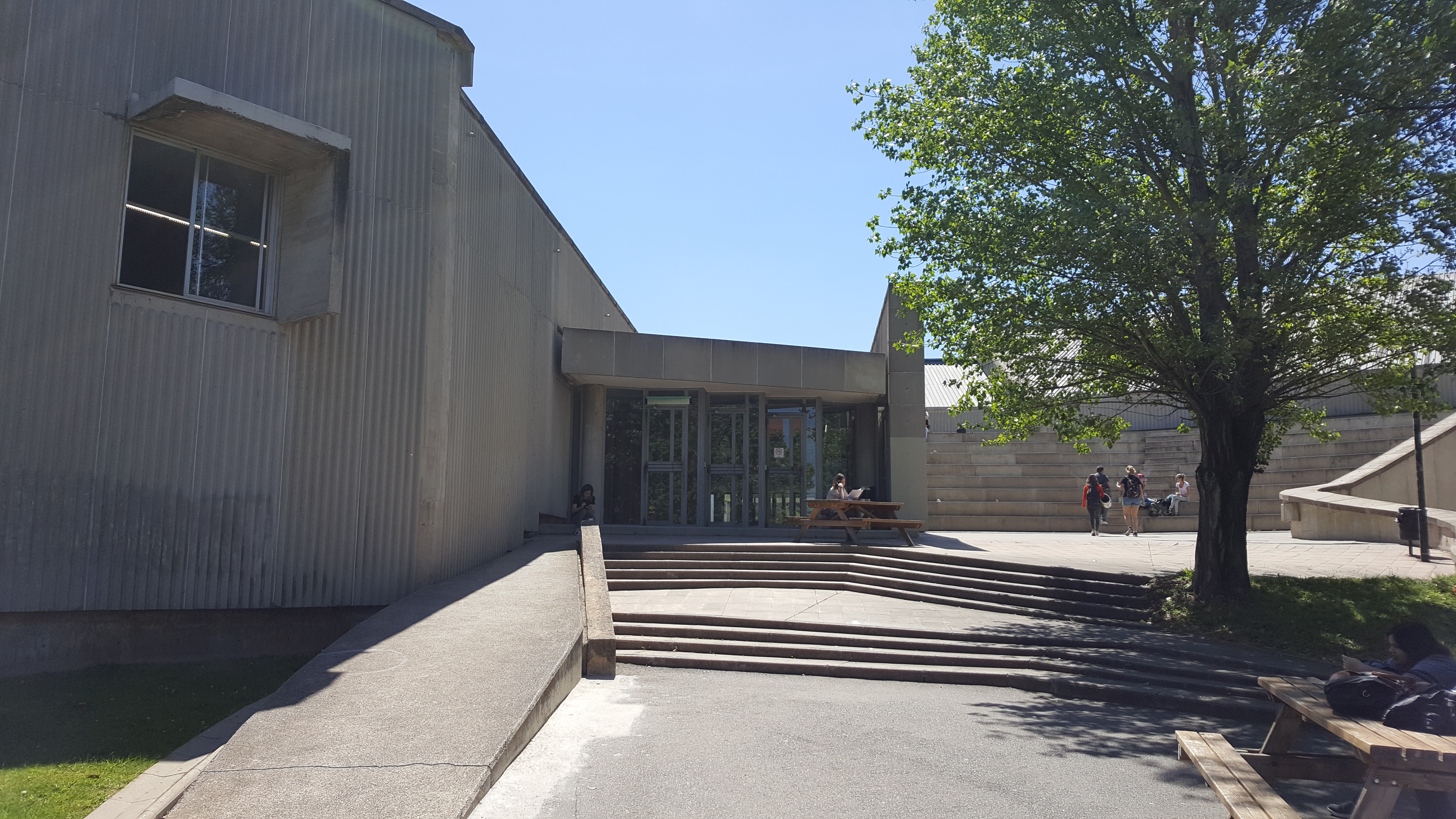
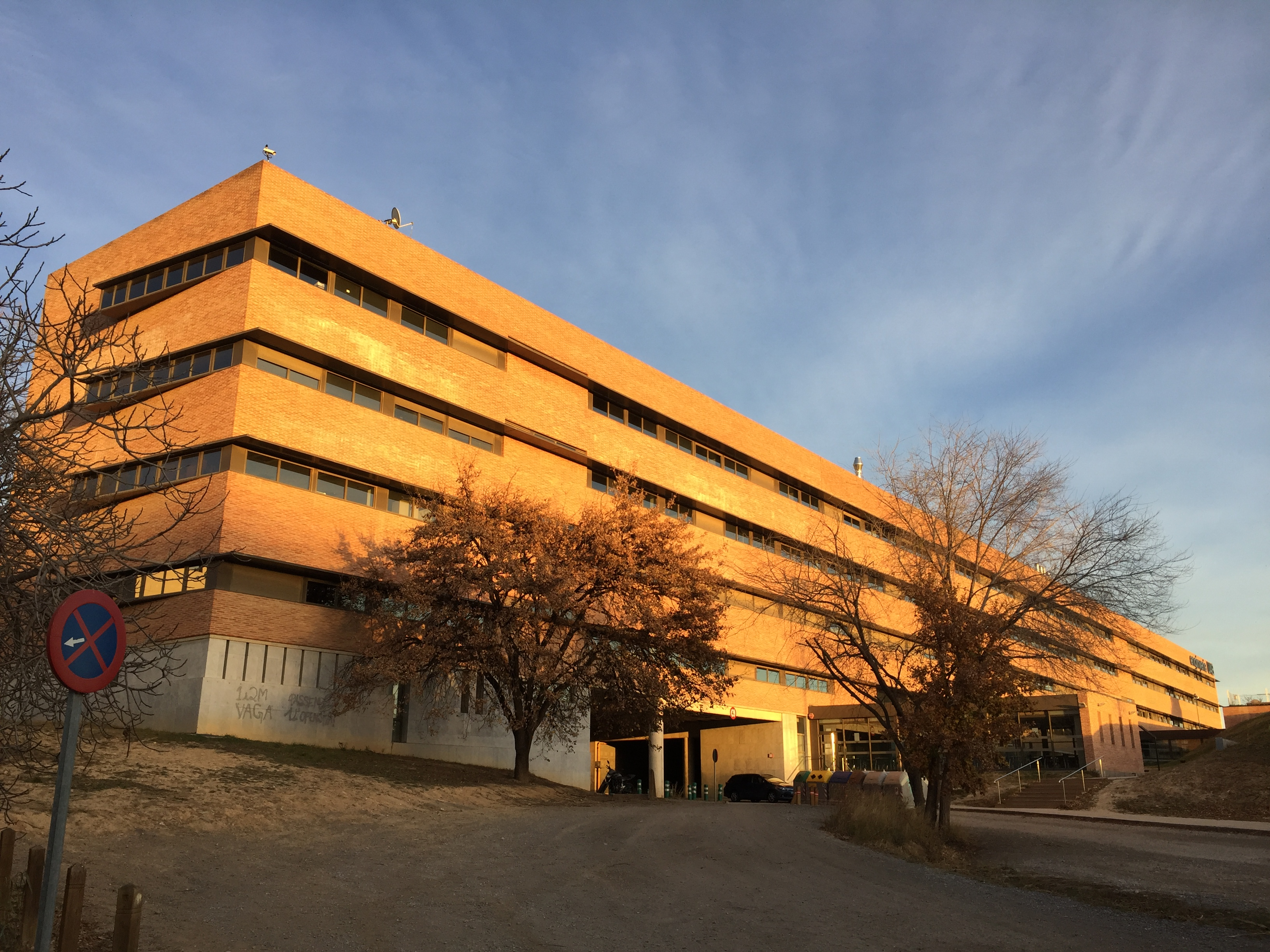
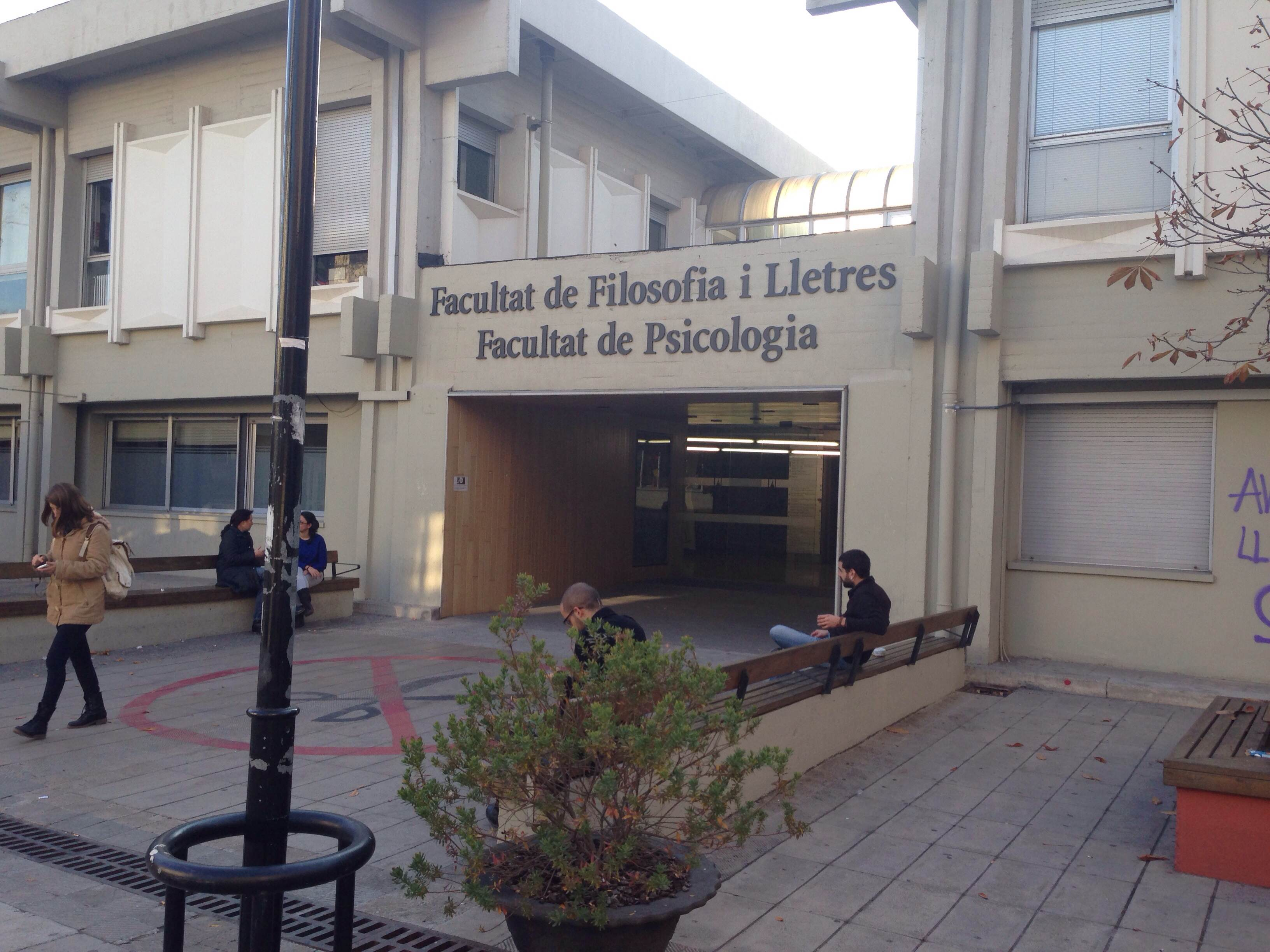

1. Факультет економіки та бізнесу (кат. Facultad de Economía y Empresa);
2. Факультет біологічних наук (кат. Facultad de Biociencias);
3. Факультет наук (кат. Facultad de Ciencias);
4. Факультет наук про освіту (кат. Facultad de Ciencias de la Educación);
5. Факультет зв'язків з громадськістю (кат. Facultad Ciencias de la Comunicación);
6. Факультет політичних наук і соціології (кат. Facultad de Ciencias Políticas y de Sociología);
7. Факультет права (кат. Facultad de Derecho);
8. Факультет філософії та гуманітарних наук (кат. Facultad de Filosofía y Letras);
9. факультет медицини (кат. Facultad de Medicina);
10. Факультет психології (кат. Facultad de Psicología);
11. Факультет письмового та усного перекладу (груз. Facultad de Traducción e Interpretación);
12. Факультет ветеринарної медицини (кат. Facultad de Veterinaria).

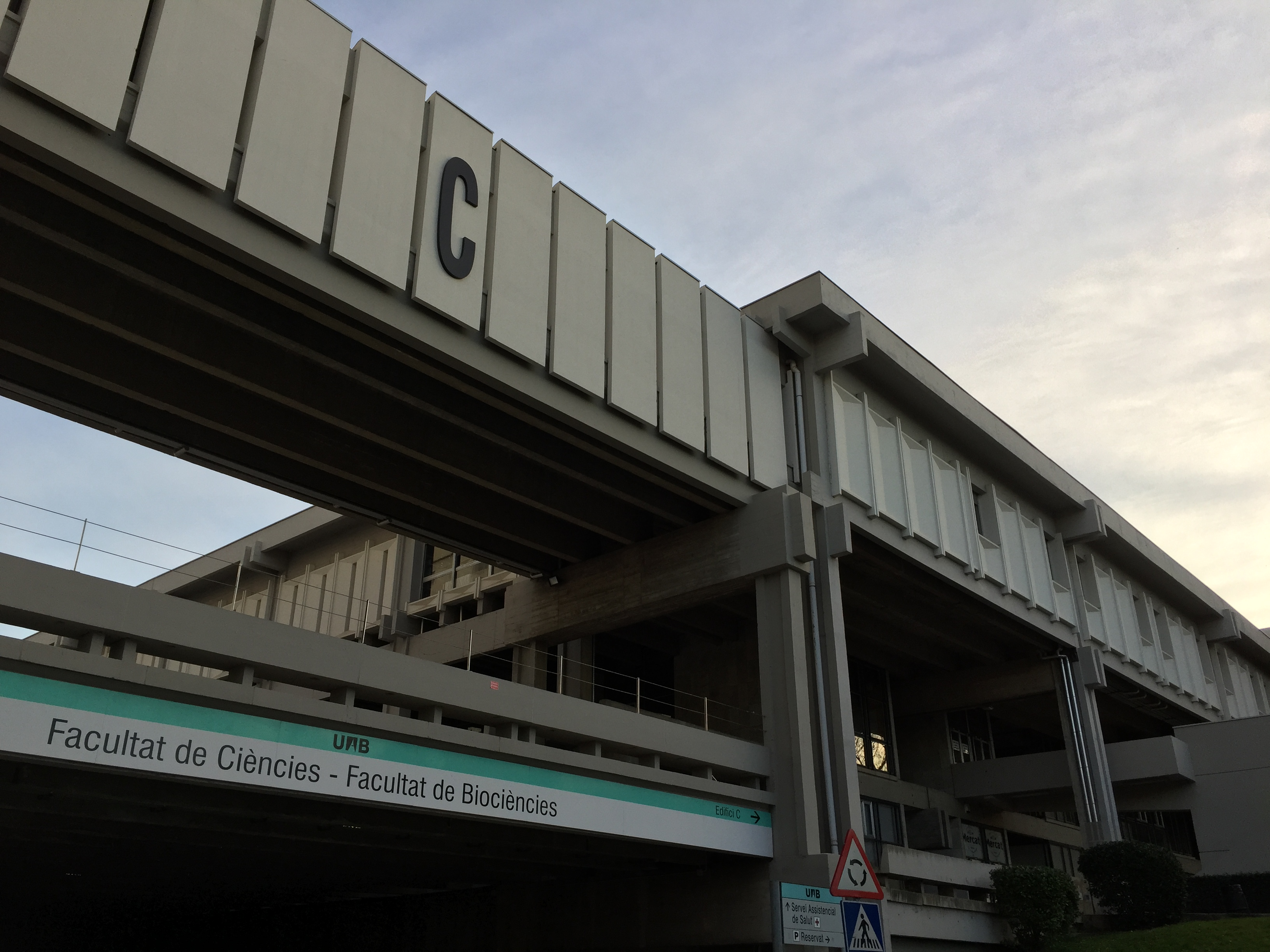
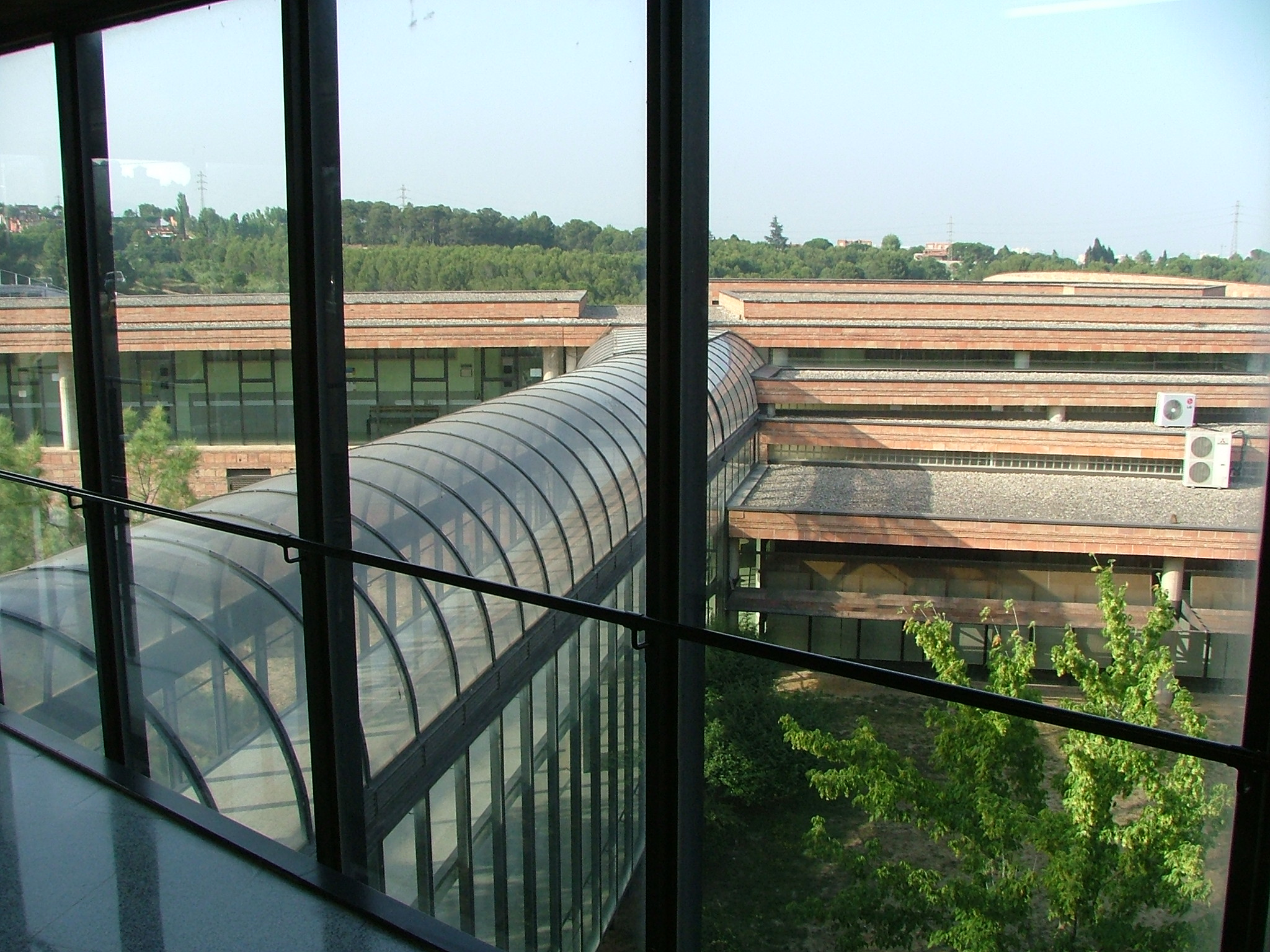
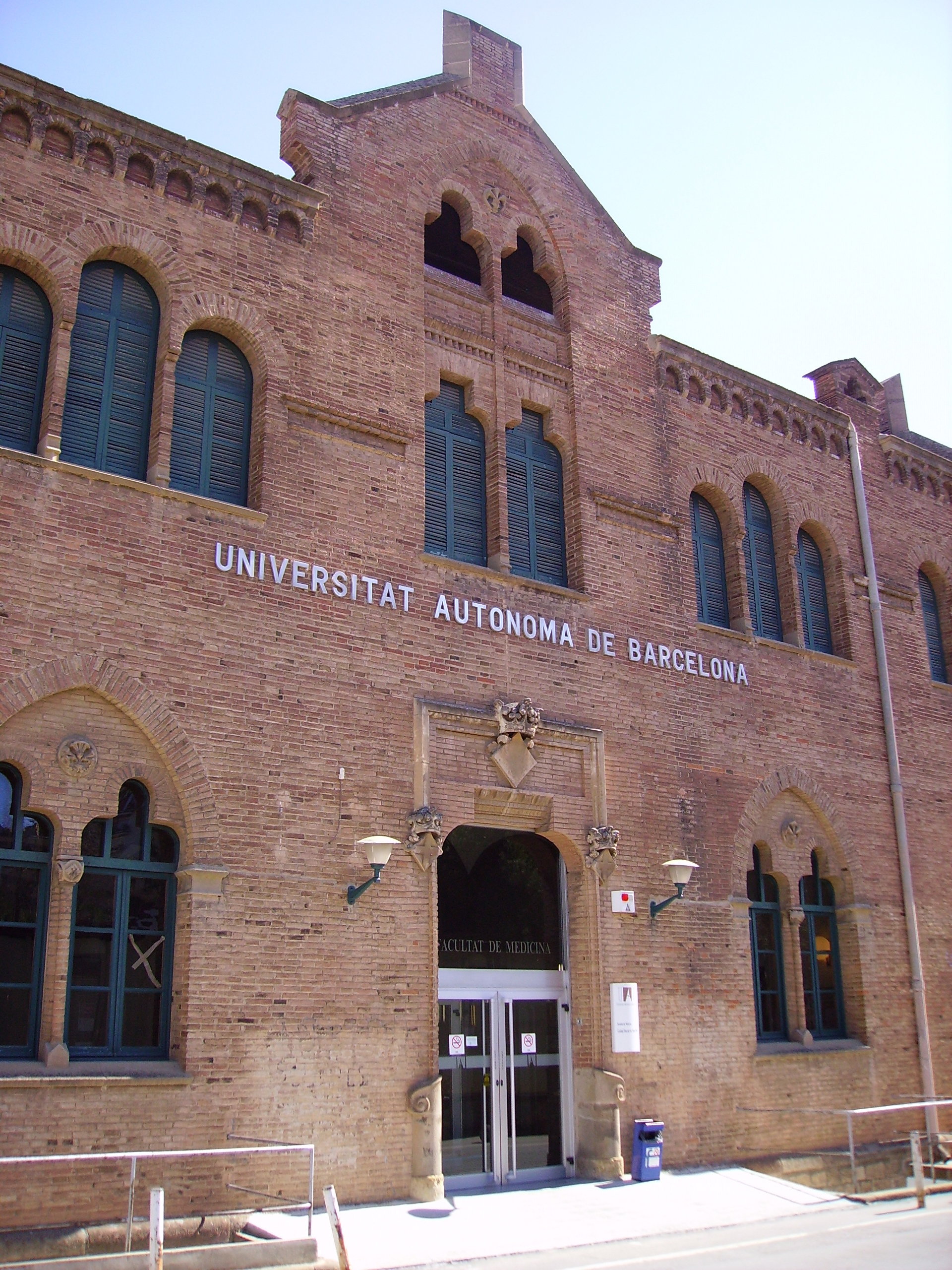
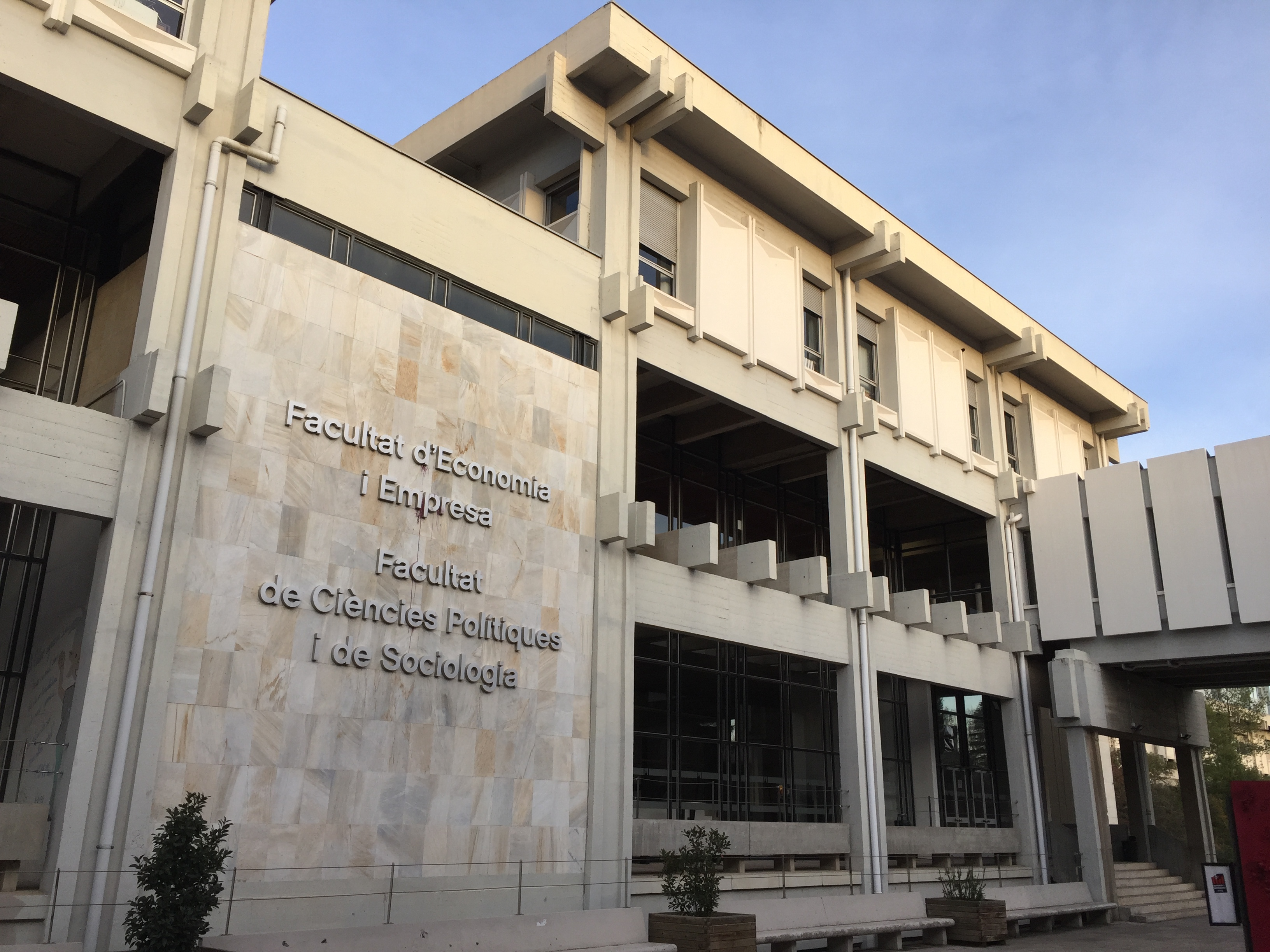

### Школи
1. Школа інженерії (кат. Escuela de Ingeniería);
2. Школа захисту та загальної безпеки (кат. Escuela de Prevención y Seguridad Integral);
3. Школа архівного зберігання документів та діловодства (кат. Escuela Superior de Archivística y Gestión de Documentos);
4. Школа туризму та готельного менеджменту (кат. Escuela Universitaria de Turismo y Dirección Hotelera).

В університеті також є 21 дослідний відділ, 7 дослідних інститутів, 4 сучасних кампусу, 12 тематичних бібліотек, комп'ютерні зали, кімнати для проведення лабораторних занять, ресторани, власний готельний комплекс, власний медичний центр, гуртожитки, центр для дітей, спортивний комплекс з розвиненою інфраструктурою. Навчання ведеться іспанською, англійською та каталонською мовами.

### Кампуси
1. Беллатерра (груз. Bellaterra) — головний кампус університету в передмісті Барселони, в кумарці Сарданьола-дал-Бальєс. Тут знаходиться більшість факультетів вузу.
2. Сабадель (груз. Sabadell) — знаходиться в кумарці Сабадель. У цьому кампусі розміщені інженерний та економічний факультети.
3. Дель Мар (груз. Del Mar) — розташований в історичних павільйонах Лікарні Сант-Пау в самому центрі Барселони в районі «La Sagrada Família». У ньому знаходиться факультет медицини.
4. Торрібера (груз. Torribera) — знаходиться у місті Санта-Кулома-да-Ґраманет[8]. Тут знаходиться інститут спеціальних досліджень.

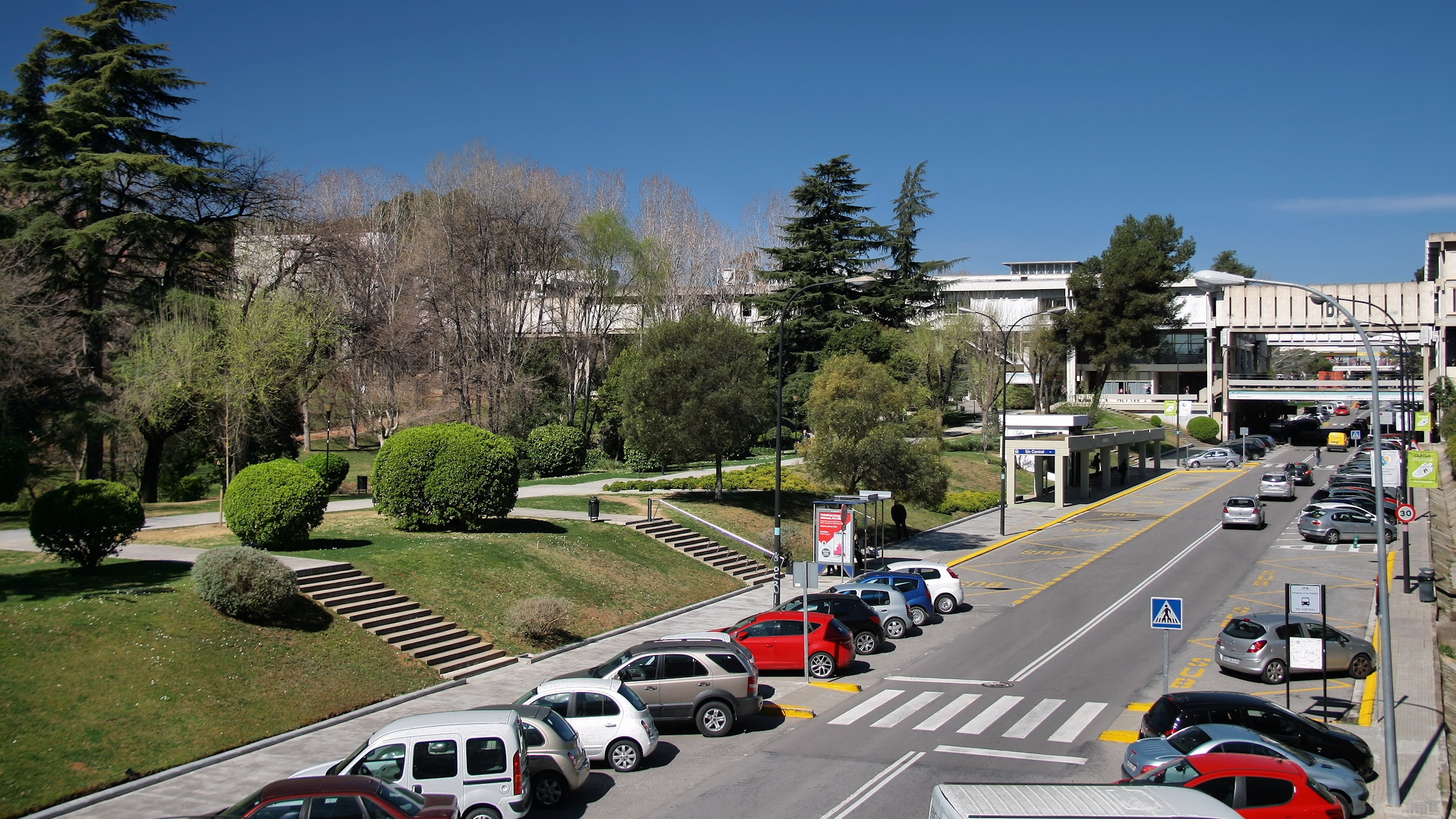
Кампус у Беллатерра
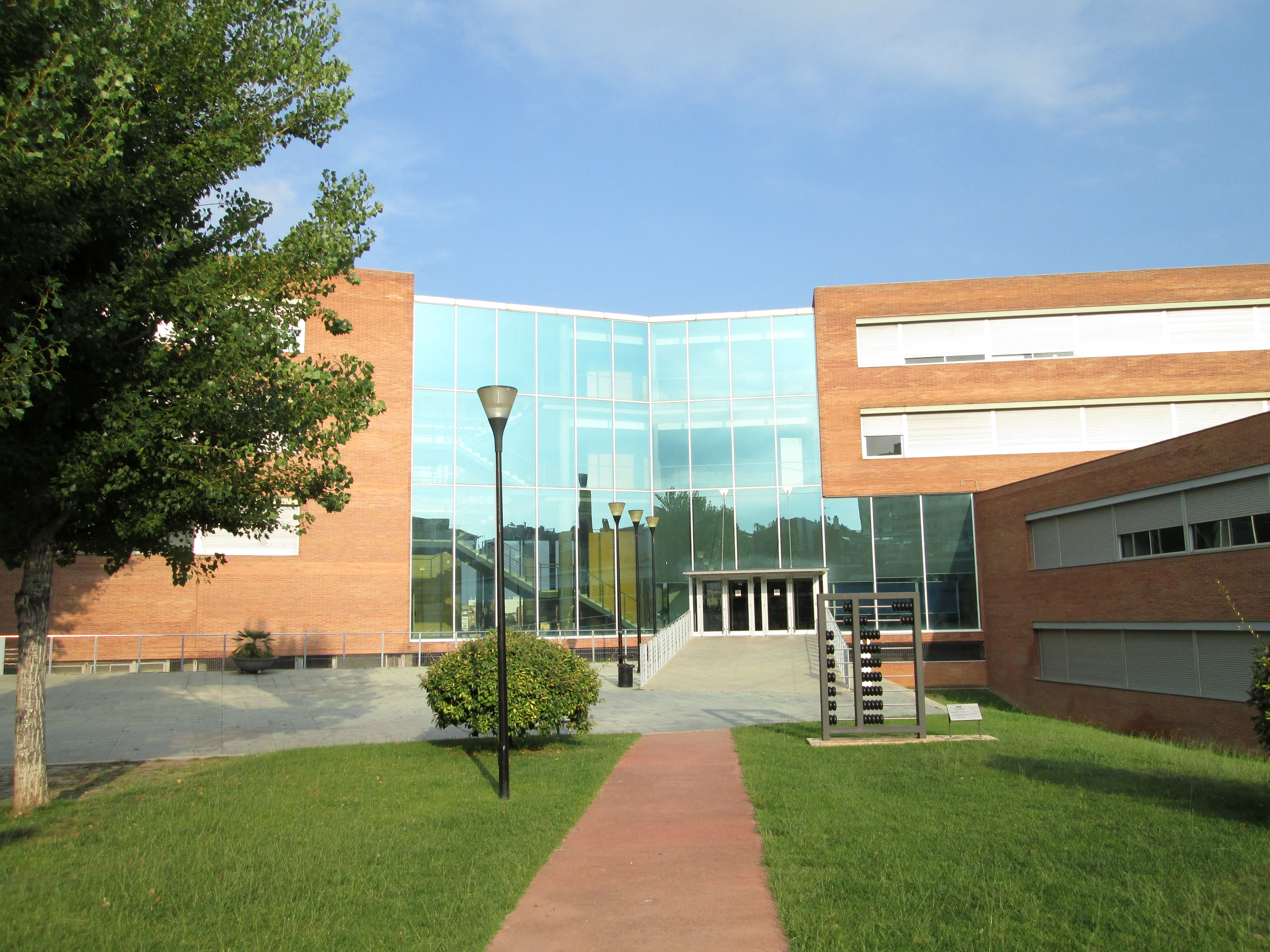
Кампус у Сабадель
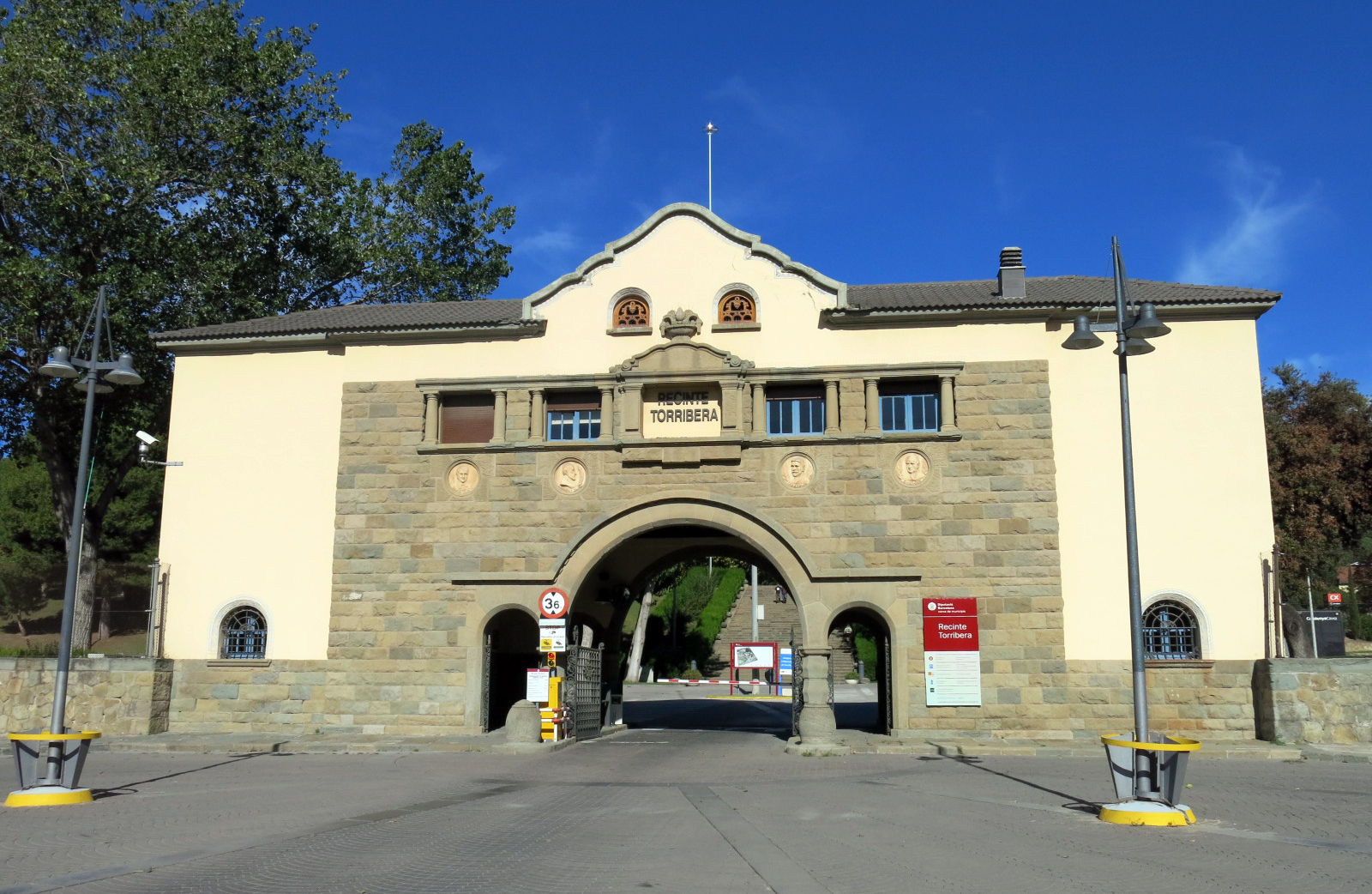
Кампус у Торрібера

## Відомі випускники
- Кім Торра
- Оріол Жункерас
- Матільде Ортіс
- Сандра Барнеда (= https://en.wikipedia.org/wiki/Sandra_Barneda)
- Клара Понсаті